# 長沢徹
長沢 徹（ながさわ とおる、10月18日 - ）は、日本の舞台俳優。大阪府出身。81プロデュース所属。
国立音楽大学音楽学部声楽科卒業。特技はトランペット。

## 出演作品

### 舞台
- リトル・ショップ・オブ・ホラーズ（博品館 1984年）
- アニーよ銃をとれ（M2A有明 1989年）
- OLIVER!（帝国劇場 1990年）
- 20世紀号に乗って（青山劇場 1990年）
- GANKUTSUOH（青山劇場 1991年）
- 聖闘士星矢（青山劇場 1991年）
- 心をつなぐ6ペンス（帝国劇場 1991年）
- SANADA（近鉄劇場 1991年）
- 香港ラプソディ（アートスフィア 1993年）
- マイ・フェア・レディ（大阪 1993年）
- 月食（アートスフィア 1994年）
- スサノオ（サンシャイン 1994年）
- サウンド・オブ・ミュージック（帝国劇場・中日 1995年）
- アイリーン（日生劇場 1995年）
- シー・ラブズ・ミー（帝国劇場 1995年、1997年）
- 狸御殿（新橋演舞場 1996年）
- ポンキッキーズサマーコンサート（新橋演舞場 歌唱指導）
- 草迷宮（シアター・コクーン 1997年）
- かしの木は歌う2（俳優座 1997年）

### 人形劇
- 運命の王冠（日生劇場 ウィリアム王子）

### ボイスオーバー
- とっておき世界旅「魅惑の島々」（NHKBS）

### 特撮
- 電磁戦隊メガレンジャー（1998年、ジゴクネジラーの声）

### OVA
- 神秘の世界エルハザード（1995年）

### CMナレーション
- 中央競馬
- ヤナセ
- UCC
- ライオン